# Championnats du monde de descente de canoë-kayak
Les Championnats du monde de descente  en canoë-kayak sont un événement international en canoë-kayak créé en 1959 et organisé par la Fédération internationale de canoë.
Ces championnats du monde ont lieu tous les deux ans. Commencées en 1959, donc année impaire, ces championnats se sont disputées 2 années de suite, en  1995 et 1996 pour revenir à une périodicité bisannuelle année paire. À partir de 2010, les championnats sont désormais annuels.
Il y a deux types de compétition: course « classique » depuis 1959 ou « sprint » depuis 2002. Dans la catégorie « classique », les hommes concourent en kayak individudel (K-1) et par équipes, canoë individuel et par équipes en C-1 ou à deux (C-2). Les femmes parcourent en K-1 individuel et par équipes. De 1959 à 1981, il existait une classe mixte C-2.
Dans la catégorie « sprint », les hommes concourent en kayak individudel (K-1), canoë individuel (C-1) ou à deux (C-2). Les femmes parcourent en K-1 individuel.

## Éditions
| Édition | Année | Ville               | Pays                 | Date                             | Nbre de nations | Nbre de compétiteurs | Meilleure nation   |
| ------- | ----- | ------------------- | -------------------- | -------------------------------- | --------------- | -------------------- | ------------------ |
| 1       | 1959  | Treignac            | France               |                                  | ?               | ?                    | France             |
| 2       | 1961  | Hainsberg (de)      | Allemagne de l'Est   |                                  | ?               | ?                    | Allemagne          |
| 3       | 1963  | Spittal             | Autriche             |                                  | ?               | ?                    | Allemagne          |
| 4       | 1965  | Spittal             | Autriche             |                                  | ?               | ?                    | Tchécoslovaquie    |
| 5       | 1967  | Špindlerův Mlýn     | Tchécoslovaquie      |                                  | ?               | ?                    | Allemagne          |
| 6       | 1969  | Bourg-Saint-Maurice | France               |                                  | ?               | ?                    | France / Allemagne |
| 7       | 1971  | Merano              | Italie               |                                  | ?               | ?                    | Allemagne          |
| 8       | 1973  | Muotathal           | Suisse               |                                  | ?               | ?                    | Allemagne          |
| 9       | 1975  | Skopje              | Yougoslavie          |                                  | ?               | ?                    | France / Allemagne |
| 10      | 1977  | Spittal             | Autriche             |                                  | ?               | ?                    | Allemagne          |
| 11      | 1979  | Desbiens            | Canada               |                                  | ?               | ?                    | France             |
| 12      | 1981  | Bala                | Royaume-Uni          |                                  | ?               | ?                    | France             |
| 13      | 1983  | Merano              | Italie               |                                  | ?               | ?                    | Allemagne          |
| 14      | 1985  | Garmisch            | Allemagne de l'Ouest |                                  | ?               | ?                    | France             |
| 15      | 1987  | Bourg-Saint-Maurice | France               |                                  | ?               | ?                    | France             |
| 16      | 1989  | Bloomington         | États-Unis           |                                  | ?               | ?                    | France             |
| 17      | 1991  | Bovec               | Yougoslavie          |                                  | ?               | ?                    | Allemagne          |
| 18      | 1993  | Mezzana             | Italie               |                                  | ?               | ?                    | France             |
| 19      | 1995  | Bala                | Royaume-Uni          |                                  | ?               | ?                    | France / Allemagne |
| 20      | 1996  | Landeck             | Autriche             |                                  | ?               | ?                    | Allemagne          |
| 21      | 1998  | Garmisch            | Allemagne            |                                  | ?               | ?                    | Allemagne          |
| 22      | 2000  | Treignac            | France               |                                  | ?               | ?                    | France             |
| 23      | 2002  | Valsesia            | Italie               |                                  | ?               | ?                    | France             |
| 24      | 2004  | Garmisch            | Allemagne            |                                  | ?               | ?                    | France             |
| 25      | 2006  | Karlovy Vary        | Tchéquie             |                                  | ?               | ?                    | Allemagne          |
| 26      | 2008  | Ivrée               | Italie               | 5 au 8 juin 2008                 | ?               | ?                    | France             |
| 27      | 2010  | Sort                | Espagne              | 5 au 13 juin 2010                | ?               | ?                    | France             |
| 28      | 2011  | Augsbourg           | Allemagne            | 11 au 13 juin 2011               | ?               | ?                    | France             |
| 29      | 2012  | Mâcot-la-Plagne     | France               | 26 juin au 1er juillet 2012      | ?               | ?                    | France             |
| 30      | 2013  | Solkan              | Slovénie             | 14 au 16 juin 2013               | ?               | ?                    | France             |
| 31      | 2014  | Valteline           | Italie               | 11 au 15 juin 2014               | 20              | 150                  | France             |
| 32      | 2015  | Vienne              | Autriche             | 26 au 28 juin 2015               |                 |                      | France             |
| 33      | 2016  | Banja Luka          | Bosnie-Herzégovine   | 2 au 5 juin 2016                 |                 |                      | Tchéquie           |
| 34      | 2017  | Pau                 | France               | 26 septembre au 1er octobre 2017 |                 |                      | France             |
| 35      | 2018  | Muotathal           | Suisse               | 31 mai au 3 juin 2018            |                 |                      | Tchéquie           |
| 36      | 2019  | La Seu d'Urgell     | Espagne              | 25 au 28 septembre 2019          |                 |                      | France             |
| 37      | 2021  | Bratislava          | Slovaquie            | 22 au 26 septembre 2021          |                 |                      | France             |
| 38      | 2022  | Treignac            | France               | 3 au 6 juin 2022                 |                 |                      | France             |
| 39      | 2023  | Augsbourg           | Allemagne            | 9 au 11 juin 2023                |                 |                      | France             |
| 40      | 2024  | Sabero              | Espagne              | 14 au 18 août 2024               |                 |                      |                    |
| 41      | 2025  | České Budějovice    | Tchéquie             | 18 au 20 septembre 2025          |                 |                      |                    |